# 兵庫県立姫路循環器病センター
兵庫県立姫路循環器病センター（ひょうごけんりつひめじじゅんかんきびょうセンター）は、兵庫県姫路市にあった医療機関（県立病院）。1981年（昭和56年）に日本で初めての循環器専門の自治体病院として開設され、当初より心臓血管病と脳血管障害を二本柱とした診療を行っていた。臨床研修病院の指定を受けたほか、兵庫県災害拠点病院、救急告示医療機関などの指定を受けていた。病院の基本理念は「わたしたちは、医療の担い手と医療を受ける者との信頼関係に基づき、良質かつ高度な医療を行います。」であった。
建物の老朽化と、現在地での施設拡充が難しいため、姫路市内の別の場所への移転・拡充による総合病院化が検討され、2015年（平成27年）2月に製鉄記念広畑病院との統合再編が策定され、2022年（令和4年）4月30日をもって閉院し、翌5月1日に姫路駅東の再開発地域（キャスティ21）へ移転して兵庫県立はりま姫路総合医療センターが開院した。

## 沿革
沿革 - 病院のご案内による。
- 1981年（昭和56年）
  - 4月1日 - 「兵庫県病院事業の設置等に関する条例」（昭和41年12月22日条例第56号）により兵庫県立姫路循環器病センターを設置
  - 7月29日 - 開院。診療開始
  - 9月29日 - 救急告示医療機関に指定
- 1986年（昭和61年）3月6日 - 外来診療棟を増設
- 1992年（平成4年）3月15日 - 画像検査及び術後ICU棟（6床）を増築
- 1996年（平成8年）10月25日 - 災害拠点病院に指定される
- 1998年（平成10年）10月7日 - 臓器提供機関に承認される
- 2002年（平成14年）
  - 4月1日 - 同一敷地内にあった兵庫県立高齢者脳機能研究センターを統合する
  - 11月18日 - 病院機能評価認定（Ver3）
- 2005年（平成17年）
  - 6月1日 - 脳卒中センターを設置
  - 9月14日 - 臨床研修病院（管理型）に指定
- 2006年（平成18年）
  - 4月1日 - 一般病棟入院基本料（7対1）を届出
  - 7月1日 - DPC（診断群分類）点数表による請求開始
- 2007年（平成19年）11月18日 - 病院機能評価認定を更新（Ver5）[9]
- 2009年（平成21年）
  - 4月1日 - 診療科を内科・循環器内科・神経内科・外科・心臓血管外科・脳神経外科・精神科・リハビリテーション科・放射線科・麻酔科・病理診断科・救急科とする
  - 5月7日 - 電子カルテシステムを運用開始
- 2011年（平成23年）
  - 3月1日 - 地域医療支援病院の名称承認
  - 7月1日 - 認知症疾患医療センターに指定
- 2012年（平成24年）11月18日 - 病院機能評価認定を更新（Ver6）
- 2013年（平成25年）4月1日 - 治験・臨床試験管理センターを設置
- 2014年（平成26年）
  - 4月1日 - 診療科に糖尿病・内分泌内科、形成外科、眼科を追加
  - 9月8日 - 糖尿病センターを設置
- 2019年（平成31年）4月1日 - 「神経内科」から「脳神経内科」へ名称変更
- 2022年（令和4年）
  - 4月30日 - 閉院[7]
  - 5月1日 - 製鉄記念広畑病院と統合して兵庫県立はりま姫路総合医療センターが開院[8]

## 診療科
- 内科
- 循環器内科
- 脳神経内科
- 糖尿病・内分泌内科
- 外科
- 心臓血管外科
- 脳神経外科
- 形成外科
- 精神科
- 眼科
- リハビリテーション科
- 放射線科
- 麻酔科
- 病理診断科
- 救急科
- 高齢者脳機能治療室

## 取り組み
看護師が発案し、医師と協力して心臓手術後の患者の負担を減らす装具を開発。

## 外来診療日
- 月 - 金曜日
  - 全科…初診の方（午前9：00～11：30）

## 交通アクセス
- JR山陽本線姫路駅から神姫バスで約15分、県立姫路循環器病センター前下車。

## 参考資料
- 県立循環器病センターと製鉄記念広畑病院の概要 - 兵庫県、2015年（平成27年）8月
- 県立姫路循環器病センター 公的医療機関等2025プラン - 兵庫県、2018年（平成30年）4月